# Barom Reachea I
Barom Reachea I (1521 – 1576) là vua Campuchia trị vì từ năm 1566 đến 1576.
Barom Reachea I là con trai thứ hai của Ang Chan I. Trong triều đại của Barom, Xiêm đã có chiến tranh với Miến Điện. Từ năm 1569, Miến Điện chiếm thủ đô Xiêm Ayuttaya trong mười lăm năm. Thừa cơ hội, Campuchia đã phát động một cuộc phản công chống lại Xiêm. Quân đội Campuchia đã chiếm lại các tỉnh phía tây bắc, và chuyển thủ đô trở lại Angkor vào năm 1570.